# Хорезъм
 Тази статия е за държавата.  За града вижте Хива.  
Хорезъм, също Хорезмия, е историческа държава в Средна Азия, намирала се около Аралско море на територията на днешен Каракалпакстан, платото Уст Юрт и до североизточните брегове на Каспийско море. На юг Хорезъм граничел с Хорасан, на север – с държавата на аланите, на югоизток – със Согдиана, а на североизток – с хуните. Столица на държавата бил град Хорезъм (дн. Хива).

## Ранна история
Според руския учен Сергей Толстов първите жители на областта са хурийците, обяснявайки етимологията на Хорезъм като страна на хурийците. Първите известни днес имена на владетели на областта, въпреки оскъдните сведения, са Сиявус, ок. 1300 пр.н.е. (може би синоним на Афразиаб, ок. 1100 пр.н.е.) и Аурват Аспа, обикновено датиран към 7 век пр.н.е.
От древни времена в областта навлизат и се заселват ирански племена. Техният език – хорезмийският, е сред източноиранските езици.

## Класическа епоха
През 328 пр.н.е. царят на Хорезъм предлага приятелство на Александър Велики.
Гръцки и римски биографи си представят номадски цар на някаква пустош, но руските археолози от 20 век разкриват Хорезъм като стабилно централизирано царство, земеделски район източно от Аралско море, заобиколен от номадите на Средна Азия. Защитаван от своята армия от бронирани конници, Хорезъм е най-силната държава северозападно от Амударя. Пратеникът на царя предлага да поведе войските на Александър срещу собствените си врагове, на запад от Каспийско море. Александър учтиво отказва.
Използваният от персийската бюрокрация староперсийски език с писмеността пехлеви се разпространяват на север в Хорезъм към 2 век.

## Средни векове
Според Бируни областта е управлявана от местни ирански владетели до 8 век, когато е завладяна от Арабския халифат. През IX век в Хорезъм е роден големият персийски математик ал-Хорезми. През Х век пътешественикът Ибн Фадлан записва, че „...хорезмийците са грубовати хора както по приказките, така и по външен вид. Като говорят, като че ли пищят скворци...“
През 11 век огузите създават държава с център в Хорезъм, която в началото на 13 век подчинява цяла Персия под властта на Алла ал-Дин Мохамед II.
Между 1218 и 1220 година монголите на Чингис хан завладяват Средна Азия и Иран, като унищожават империята на хорезъм-шаховете.

## Съвременна епоха
След разделянето на Монголската империя Хорезмия става част от Джагатайското ханство, а по-късно придобива известна автономия като ханство Хива. Договор от 12 август 1873 превръща ханството в руски протекторат. Части от територията на ханството Хива влизат в състава на Узбекска ССР (1924), Туркменска ССР (1925) и Таджикска ССР (1936). След разпадането на Съветския съюз през 1991-те години стават независими като Узбекистан, Туркменистан и Таджикистан. Най-южните части на Хорезмия днес са част от Иран.